# Кастело (Перуђа)
Кастело (итал. Castello) је насеље у Италији у округу Перуђа, региону Умбрија.
Према процени из 2011. у насељу је живело 20 становника. Насеље се налази на надморској висини од 373 м.